# Euparyphus limbrocutris
Euparyphus limbrocutris är en tvåvingeart som beskrevs av Adams 1903. Euparyphus limbrocutris ingår i släktet Euparyphus och familjen vapenflugor. Inga underarter finns listade i Catalogue of Life.